# Bad Intentions
«Bad Intentions» es un sencillo de Dr. Dre y Knoc-turn'al de la banda sonora de The Wash. Fue escrita por 	Knoc-turn'al y producida por Dr. Dre y Mahogany. Contiene un sample de "Hollywood Hot" de Eleventh Hour. La canción debutó en el UK Singles Chart con la posición #4 el 19 de enero de 2002, manteniéndose en las listas por 11 semanas.

## Video musical
In the  music video, Dr. Dre and Knoc-turn'al are doing a music video for the song but later arrive at a burlesque house named Bad Intentions.
En el video musical de "Bad Intentions", Dr. Dre y Knoc-Turn'al están haciendo un video musical para esta canción, pero más tarde llegan a una casa burlesque llamado "Bad Intentions".